# Campeonato Europeo de Atletismo Sub-20 de 2019
El Campeonato Europeo de Atletismo Sub-20 de 2019 se celebró entre los días 18 y 21 de julio en el Estadio Ryavallen de la localidad sueca de Borås. Participaron 1114 atletas (588 hombres y 526 mujeres) de 48 federaciones nacionales.

## Resultados

### Masculino
| Evento                         | Oro                                                                      | Oro               | Plata                                                                                          | Plata         | Bronce                                                                                 | Bronce   |
| ------------------------------ | ------------------------------------------------------------------------ | ----------------- | ---------------------------------------------------------------------------------------------- | ------------- | -------------------------------------------------------------------------------------- | -------- |
| 100 metros                     | Lorenzo Paissan · Italia                                                 | 10.44             | Antoni Plichta · Polonia                                                                       | 10.52         | Chad Miller Reino Unido                                                                | 10.53    |
| 200 metros                     | Onyema Adigida · Países Bajos                                            | 21.08             | Elias Goer · Alemania                                                                          | 21.16         | Mattia Donola · Italia                                                                 | 21.18    |
| 400 metros                     | Edoardo Scotti · Italia                                                  | 45.88 EU20L       | Bernat Erta · España                                                                           | 46.24         | Ricky Petrucciani · Suiza                                                              | 46.34    |
| 800 metros                     | Oliver Dustin Reino Unido                                                | 1:50.56           | Ben Pattison Reino Unido                                                                       | 1:50.68       | Finley McLear Reino Unido                                                              | 1:51.19  |
| 1500 metros                    | Nuno Pereira Portugal                                                    | 3:55.85           | Robin van Riel · Países Bajos                                                                  | 3:56.03       | Joshua Lay Reino Unido                                                                 | 3:56.20  |
| 3000 metros                    | Elias Schreml · Alemania                                                 | 8:16.07           | Miloš Malešević Serbia                                                                         | 8:16.68       | Ömer Amaçtan Turquía                                                                   | 8:17.51  |
| 5000 metros                    | Aaron Las Heras · España                                                 | 14:02.76          | Ayetullah Aslanhan Turquía                                                                     | 14:05.01      | Darragh McElhinney Irlanda                                                             | 14:06.05 |
| 110 metros vallas (100 cm)     | Joshua Zeller Reino Unido                                                | 13.39             | Mark Heiden · Países Bajos                                                                     | 13.58         | Paul Chabauty Francia                                                                  | 13.64    |
| 400 metros vallas              | Carl Bengtström · Suecia                                                 | 50.32             | Seamus Derbyshire Reino Unido                                                                  | 50.86         | Matej Baluch · Eslovaquia                                                              | 51.26    |
| 3000 metros obstáculos         | Murat Yalçınkaya Turquía                                                 | 8:58.20           | Omar Nuur · Suecia                                                                             | 8:58.79       | Etson Barros Portugal                                                                  | 9:01.85  |
| Relevo 4×100 metros            | Alemania · Fabian Olbert · Simon Wulff · Elias Goer · Lucas Ansah-Peprah | 39.79             | Italia · Mattia Donola · Lorenzo Paissan · Lorenzo Ianes · Lorenzo Patta                       | 39.89         | Países Bajos · Keitharo Oosterwolde · Mark Heiden · Gino van Wijk · Brett Duff         | 40.28    |
| Relevo 4×400 metros            | Turquía Oğuzhan Kaya Kubilay Ençu Berke Akçam İlyas Çanakcı Emirhan Koş  | 3:08.34 EU20L     | República Checa · Ladislav Topfer · Filip Ličman · Daniel Lehár · Matěj Krsek · Jakub Majercák | 3:08.50 NU20R | España · Eliezer Zolawo · Javier Sánchez · Vicente Antúnez · Bernat Erta · Gerson Pozo | 3:08.66  |
| 10 000 m marcha                | Mikita Kaliada · Bielorrusia                                             | 41:10.03 EU20L    | Riccardo Orsoni · Italia                                                                       | 41:51.71      | Łukasz Niedziałek · Polonia                                                            | 42:20.66 |
| Salto de altura                | Thomas Carmoy · Bélgica                                                  | 2.22              | Oleh Doroshchuk · Ucrania                                                                      | 2.14          | Arttu Mattila · Finlandia                                                              | 2.12     |
| Salto con pértiga              | Pål Haugen Lillefosse · Noruega                                          | 5.41              | Illya Kravchenko · Ucrania                                                                     | 5.31          | Robin Emig Francia                                                                     | 5.31     |
| Salto de longitud              | Jules Pommery Francia                                                    | 7.83              | Jarod Biya · Suiza                                                                             | 7.78 NU20R    | Andreas Samuel Bucșă · Rumania                                                         | 7.53     |
| Triple salto                   | Artem Konovalenko · Ucrania                                              | 16.50 EU20L       | Mark Mazheika · Bielorrusia                                                                    | 16.22         | Andreas Pantazis · Grecia                                                              | 16.08    |
| Lanzamiento de peso (6 kg)     | Aleh Tamashevich · Bielorrusia                                           | 21.32             | Wojciech Marok · Polonia                                                                       | 20.07         | Alperen Karahan Turquía                                                                | 19.76    |
| Lanzamiento de disco (1.75 kg) | Yasiel Brayan Sotero · España                                            | 62.93             | Michal Forejt · República Checa                                                                | 62.17         | Jakub Forejt · República Checa                                                         | 61.64    |
| Lanzamiento de martillo (6 kg) | Myhaylo Kokhan · Ucrania                                                 | 84.73 EU20R WU20L | Hristos Frantzeskakis · Grecia                                                                 | 84.22 NU20R   | Giorgio Olivieri · Italia                                                              | 78.75    |
| Lanzamiento de jabalina        | Simon Wieland · Suiza                                                    | 79.44 NU23R       | Krišjanis Suntažs Letonia                                                                      | 79.23         | Dimítrios Tsitsos · Grecia                                                             | 77.79    |
| Decatlón júnior                | Simon Ehammer · Suiza                                                    | 7851 NU20R        | Léon Mak · Países Bajos                                                                        | 7700          | Markus Rooth · Noruega                                                                 | 7692     |

1. 1 2 3  Solo corrió en semifinales, pero recibió medalla igualmente.
2. ↑  En el decatlón júnior se usan los aparatos propios de las pruebas sub-20 correspondientes.

### Femenino
| Evento                  | Oro | Oro            | Plata                                                                                      | Plata          | Bronce                                                                                                | Bronce      |
| ----------------------- | --- | -------------- | ------------------------------------------------------------------------------------------ | -------------- | --- | ----------- |
| 100 metros              | Vittoria Fontana · Italia                                                                                              | 11.40 NU20R    | N'ketia Seedo · Países Bajos                                                               | 11.40          | Jaël Bestué · España                                                                                  | 11.59       |
| 200 metros              | Amy Hunt Reino Unido                                                                                                   | 22.94          | Gemima Joseph Francia                                                                      | 23.60          | Lucie Ferauge · Bélgica                                                                               | 23.63       |
| 400 metros              | Polina Miller Atletas Neutrales Autorizados                                                                            | 51.72 EU23L    | Amber Anning Reino Unido                                                                   | 52.18          | Barbora Malíková · República Checa                                                                    | 52.37 NU20R |
| 800 metros              | Isabelle Boffey Reino Unido                                                                                            | 2:02.92 EU20L  | Delia Sclabas · Suiza                                                                      | 2:03.36        | Keely Hodgkinson Reino Unido                                                                          | 2:03.40     |
| 1500 metros             | Delia Sclabas · Suiza                                                                                                  | 4:25.95        | Sarah Healy Irlanda                                                                        | 4:27.14        | Tugba Toptaş Turquía                                                                                  | 4:28.13     |
| 3000 metros             | Zofia Dudek · Polonia                                                                                                  | 9:30.06        | Mariana Machado Portugal                                                                   | 9:30.66        | Elisa Ducoli · Italia                                                                                 | 9:32.42     |
| 5000 metros             | Klara Lukan Eslovenia                                                                                                  | 16:03.62 EU20L | Nadia Battocletti · Italia                                                                 | 16:09.39       | Laura Valgreen Petersen Dinamarca                                                                     | 16:10.44    |
| 100 metros vallas       | Tilde Johansson · Suecia                                                                                               | 13.16 EU20L    | Pia Skrzyszowska · Polonia                                                                 | 13.35          | Lucy-Jane Matthews Reino Unido                                                                        | 13.38 NU18B |
| 400 metros vallas       | Femke Bol · Países Bajos                                                                                               | 56.25          | Sára Mátó · Hungría                                                                        | 56.89 NU23R    | Sara Gallego · España                                                                                 | 57.44       |
| 3000 metros obstáculos  | Paula Schneiders · Alemania                                                                                            | 10:08.66       | Claire Palou Francia                                                                       | 10:12.31 NU20R | Josina Papenfuß · Alemania                                                                            | 10:12.42    |
| Relevo 4×100 metros     | Reino Unido Cassie-Ann Pemberton Amy Hunt Georgina Adam Immanuela Aliu                                                 | 44.11          | Países Bajos · Minke Bisschops · Zoë Sedney · Demi van den Wildenberg · N'ketia Seedo      | 44.21          | Alemania · Kathleen Reinhardt · Denise Uphoff · Chiara Schimpf · Talea Prepens · Svenja Pfetsch       | 44.34       |
| Relevo 4×400 metros     | Reino Unido Natasha Harrison Isabelle Boffey Louise Evans Amber Anning Maisey Snaith Nayanna Dubarry-Gay Hannah Foster | 3:33.03 WU20L  | Bielorrusia · Katsiaryna Zhyvayeva · Asteria Limai · Valiantsina Chymbar · Alina Luchshava | 3:37.06 NU20R  | Polonia · Aleksandra Formella · Sara Neumann · Aleksandra Wsołek · Susane Lächele · Paulina Zielińska | 3:37.13     |
| 10 000 m marcha         | Meryem Bekmez Turquía                                                                                                  | 44:44.50       | Evin Demir Turquía                                                                         | 46:38.68       | Mariona García · España                                                                               | 46:50.50    |
| Salto de altura         | Yaroslava Mahuchikh · Ucrania                                                                                          | 1.92           | Adelina Khalikova Atletas Neutrales Autorizados                                            | 1.90 WU18L     | Natalya Spiridonova Atletas Neutrales Autorizados                                                     | 1.87        |
| Salto con pértiga       | Aksana Gataullina Atletas Neutrales Autorizados                                                                        | 4.36 EU20L     | Marie-Julie Bonnin Francia                                                                 | 4.16           | Elien Vekemans · Bélgica                                                                              | 4.16        |
| Salto de longitud       | Larissa Iapichino · Italia                                                                                             | 6.58           | Tilde Johansson · Suecia                                                                   | 6.52           | Holly Mills Reino Unido                                                                               | 6.50        |
| Triple salto            | Spiridoula Karidi · Grecia                                                                                             | 14.00 NU20R    | Aleksandra Nacheva Bulgaria                                                                | 13.81          | Rūta Lasmane Letonia                                                                                  | 13.48       |
| Lanzamiento de peso     | Jorinde van Klinken · Países Bajos                                                                                     | 17.39          | Pınar Akyol Turquía                                                                        | 16.19 WU18L    | Erna Sóley Gunnarsdóttir Islandia                                                                     | 15.65       |
| Lanzamiento de disco    | Alida van Daalen · Países Bajos                                                                                        | 55.92 NU18B    | Özlem Becerek Turquía                                                                      | 54.17          | Amanda Ngandu-Ntumba Francia                                                                          | 53.22       |
| Lanzamiento de martillo | Valeriya Ivanenko · Ucrania                                                                                            | 65.83          | Samantha Borutta · Alemania                                                                | 63.53          | Zsanett Németh · Hungría                                                                              | 61.99       |
| Lanzamiento de jabalina | Carolina Visca · Italia                                                                                                | 56.48          | Julia Ulbricht · Alemania                                                                  | 54.98          | Gedly Tugi Estonia                                                                                    | 54.52       |
| Heptatlón               | María Vicente · España                                                                                                 | 6115 WU20L     | Kate O'Connor Irlanda                                                                      | 6093           | Annik Kälin · Suiza                                                                                   | 6069        |

1. 1 2 3 4 5  Solo corrió en semifinales, pero recibió medalla igualmente.

## Medallero
| Núm. | País                          | Oro | Plata | Bronce | Total |
| ---- | ----------------------------- | --- | ----- | ------ | ----- |
| 1    | Reino Unido                   | 6   | 3     | 6      | 15    |
| 2    | Italia                        | 5   | 3     | 3      | 11    |
| 3    | Países Bajos                  | 4   | 5     | 1      | 10    |
| 4    | Ucrania                       | 4   | 2     | 0      | 6     |
| 5    | Turquía                       | 3   | 4     | 3      | 10    |
| 6    | Alemania                      | 3   | 3     | 2      | 8     |
| 7    | Suiza                         | 3   | 2     | 2      | 7     |
| 8    | España                        | 3   | 1     | 4      | 8     |
| 9    | Bielorrusia                   | 2   | 2     | 0      | 4     |
| =9   | Suecia                        | 2   | 2     | 0      | 4     |
| --   | Atletas Neutrales Autorizados | 2   | 1     | 1      | 4     |
| 11   | Francia                       | 1   | 3     | 3      | 7     |
| 12   | Polonia                       | 1   | 3     | 2      | 6     |
| 13   | Grecia                        | 1   | 1     | 2      | 4     |
| 14   | Portugal                      | 1   | 1     | 1      | 3     |
| 15   | Bélgica                       | 1   | 0     | 2      | 3     |
| 16   | Noruega                       | 1   | 0     | 1      | 2     |
| 17   | Eslovenia                     | 1   | 0     | 0      | 1     |
| 18   | República Checa               | 0   | 2     | 2      | 4     |
| 19   | Irlanda                       | 0   | 2     | 1      | 3     |
| 20   | Hungría                       | 0   | 1     | 1      | 2     |
| =    | Letonia                       | 0   | 1     | 1      | 2     |
| 22   | Bulgaria                      | 0   | 1     | 0      | 1     |
| =    | Serbia                        | 0   | 1     | 0      | 1     |
| 24   | Dinamarca                     | 0   | 0     | 1      | 1     |
| =24  | Estonia                       | 0   | 0     | 1      | 1     |
| =24  | Finlandia                     | 0   | 0     | 1      | 1     |
| =24  | Islandia                      | 0   | 0     | 1      | 1     |
| =24  | Rumania                       | 0   | 0     | 1      | 1     |
| =24  | Eslovaquia                    | 0   | 0     | 1      | 1     |

1. ↑  Las medallas obtenidas por los atletas neutrales autorizados no cuentan para el medallero por países.

## Récords

### Récords europeos sub-20
En el transcurso del campeonato se superó un récord europeo sub-20. Fue también el único récord del campeonato que se batió:
| Atleta         | Nación  | Prueba                            | Marca   | Ronda | Fecha       |
| -------------- | ------- | --------------------------------- | ------- | ----- | ----------- |
| Myhaylo Kokhan | Ucrania | Lanzamiento de martillo masculino | 84,73 m | Final | 19 de julio |

### Récords de España sub-20
Las atletas españolas batieron cuatro récords nacionales sub-20, todos ellos en categoría femenina:
| Atleta                                                | Prueba                         | Marca    | Ronda     | Fecha       |
| ----------------------------------------------------- | ------------------------------ | -------- | --------- | ----------- |
| Jaël Bestué                                           | 100 metros femenino            | 11.43 s  | Series    | 18 de julio |
| María Vicente                                         | Heptatlón                      | 6115 pts | Final     | 19 de julio |
| Andrea Jiménez                                        | 400 metros femenino            | 53.22 s  | Final     | 20 de julio |
| Elena Daniel María Vicente Jaël Bestué Aitana Rodrigo | Relevo 4 x 100 metros femenino | 44.66 s  | Semifinal | 21 de julio |

1. ↑  Es también récord absoluto y mejor marca sub-23